# Trailer (Monatsmagazin)
trailer, Untertitel: Kultur.Kino.Ruhr, ist ein Monatsmagazin im Ruhrgebiet, das über Filme, Kultur- und Bildungsveranstaltungen berichtet. Es besteht als Print- und Online-Version. Herausgeber ist der Berndt Media-Verlag in Bochum.

## Geschichte
trailer wurde als monatliches Magazin von Joachim Berndt im November 2001 gegründet. Anlass war die Neugründung des Bochumer Programmkinos Casablanca im Dezember 2001. Vorbilder waren das Düsseldorfer Kinomagazin biograph sowie die Kölner Zeitschrift choices. Ursprünglich wurde trailer als reines Bochumer Filmkunstmagazin gegründet. Ab 2004 erfolgte schrittweise die Ausweitung auf das gesamte Ruhrgebiet, zuerst mit dem Vertrieb in umliegenden Städten. 2005 wurde mit der Internetadresse der Begriff „ruhr“ eingeführt. Im Oktober 2006 wurde die Printausgabe von „Bochum“ auf „Ruhrgebiet“ umbenannt. Auch inhaltlich wurde das Spektrum erweitert, etwa 2005 durch die Kolumne „Literatur in NRW“. Heute informiert trailer über aktuelle Filme sowie Kulturveranstaltungen aus den Bereichen Musik, Bühne, Tanz, Kunst, Literatur und Bildung im Ruhrgebiet. Hinzu kommt seit 2006 ein monatlicher Schwerpunkt zu einem gesellschaftspolitisch relevanten Thema, das sich auch in choices und engels wiederfindet, sowohl in den Print- als auch Online-Ausgaben. Die verschiedenen Rubriken sind im Layout farblich voneinander abgehoben. Der Redaktionssitz ist im Berndt Media-Verlag in Bochum. Es bestehen Kooperationen mit dem Kinofilmfestival Lünen sowie dem AKAFOE-Kulturbüro boskop an der Ruhr-Universität Bochum.

## Ausrichtung
Die Ausrichtung ist linksliberal. In seiner Ethik orientiert sich trailer an den Prinzipien der französischen Aufklärung und der Vereinten Nationen. Stichworte sind Menschenwürde, Lebensfreude, Wertschätzung von Vielfalt in Kultur und Lebensentwürfen, ein wacher, undogmatischer politischer Standpunkt, Nachhaltigkeit, Verantwortung und Versöhnung. trailer tritt für die Vielfalt von Meinungen, Sichtweisen, Haltungen ein, stellt diese einander gegenüber und der Leserschaft zur Diskussion. Hinzu kommt die Einmischung in lokale Debatten.

## Rezeption
Die Printausgabe hat derzeit eine Auflage von 36.250 und wird an ca. 1000 Stellen in 20 Städten im Ruhrgebiet verteilt. Im Verbund mit den Magazinen biograph, choices und engels beträgt die Auflage 104.333 Exemplare/Monat. Die Internetzugriffe der vier Online-Seiten werden mit rund 100.000/Monat angegeben. Hinzu kommen Facebook- und Twitter-Accounts.

## Preise
2008 wurde der „trailer-Querdenker-Preis“ für „blicke. Filmfestival aus dem Ruhrgebiet“ gestiftet. 2009 wurde der trailer-ruhr Publikumspreis beim Internationalen Frauenfilmfestival (IFFF) Dortmund | Köln verliehen.